# Ciao Italia: Live from Italy
Ciao Italia: Live from Italy é um álbum de vídeo da artista musical estadunidense Madonna. O seu lançamento ocorreu em 24 de maio de 1988, através da Warner Reprise Video em VHS. Sob a direção de Egbert Van Hees e produção de Riccardo Mario Corato, o registro apresenta as gravações dos últimos concertos da Who's That Girl World Tour, realizados em Turim e Florença, na Itália, nos dias 4 e 6 de setembro de 1987, respectivamente. Antes de seu lançamento oficial, diversos canais de televisão europeus exibiram o espetáculo como um especial intitulado Madonna in Concerto. Em maio de 1989, foi lançado em Laserdisc e, uma década depois, em março de 1999, chegou ao formato DVD.
Após o lançamento, o material recebeu críticas mistas, embora predominantemente positivas, de jornalistas e críticos musicais. As avaliações destacaram principalmente a direção, as apresentações ao vivo, a presença de palco e a voz de Madonna. Comercialmente, atingiu o topo da tabela Top Music Videocassettes da Billboard e o terceiro lugar na Top Videocassette Sales da mesma revista. Nos Estados Unidos, recebeu uma certificação de platina pela Recording Industry Association of America (RIAA) em razão das mais de 100 mil unidades adquiridas. Além disso, figurou entre os dez mais vendidos no Canadá, México e Reino Unido. Após sua chegada ao formato DVD, o vídeo voltou a aparecer em diversas paradas da Europa entre 2001 e 2010.

## Antecedentes
A Who's That Girl World Tour (1987) foi um sucesso tanto de crítica quanto de público, arrecadando US$ 25 milhões e atraindo uma audiência de 1,5 milhão de pessoas. No momento do lançamento do registro em vídeo da turnê, a Warner Bros. optou por disponibilizá-lo exclusivamente no Japão, mercado onde os lançamentos anteriores de vídeos de Madonna não haviam sido disponibilizados. A decisão foi motivada pelo expressivo sucesso comercial da Who's That Girl World Tour no território japonês. Intitulado Who's That Girl: Live in Japan, o material continha a gravação do espetáculo ocorrido no Korakuen Stadium, em Tóquio, no Japão, em 22 de junho de 1987. Tal foi igualmente transmitido como um especial de televisão exclusivo para o público japonês, destacando-se como a primeira transmissão televisiva no país a utilizar tecnologia de som Dolby Surround. O êxito comercial do lançamento levou a Warner a lançar uma versão distinta do álbum para os demais mercados internacionais. Apesar de o concerto no Japão ter sido lançado em VHS e LaserDisc, a Warner Music Japan nunca disponibilizou oficialmente a gravação em DVD.
Sob a direção de Egbert van Hees, Ciao Italia: Live from Italy foi lançado no formato VHS em 24 de maio de 1988 através da Warner Reprise Video, contendo gravações de duas apresentações distintas da turnê, realizadas em Turim e Florença, além de clipes do concerto realizado em Tóquio, Japão. Além de incluir uma breve introdução, na qual Madonna aparecia junto de sua equipe, coreografando e ensaiando as canções do repertório. A cantora, que se submeteu a exercícios rigorosos e aeróbicos para se preparar para a excursão, pediu ao diretor van Hees que destacasse o formato de seu corpo no registro, acreditando que sua nova silhueta a tornaria mais atraente. Em 1999, a Warner Reprise Video relançou o vídeo em DVD, junto com outros álbuns de vídeo de Madonna. O material apresenta áudio em som estereofônico e tem uma proporção de tela de 1.33:1 (4:3) em camada única. Devido a essa configuração, a imagem não foi otimizada para televisores com formato 16:9.

## Crítica profissional
| Críticas profissionais | Críticas profissionais |
| Avaliações da crítica  | Avaliações da crítica  |
| Fonte                  | Avaliação              |
| ---------------------- | ---------------------- |
| Allmusic               | [ 8 ]                  |
| Entertainment Weekly   | B+                     |
| Los Angeles Times      | [ 10 ]                 |

De modo geral, Ciao Italia: Live from Italy recebeu críticas mistas de críticos musicais e jornalistas, embora em sua maioria favoráveis. Daryl Easlea, um dos autores de Madonna: Blond Ambition (2012), fez elogios ao material, dizendo: "O registro e sua trilha sonora deixaram a desejar, mas esta era uma produção de alta qualidade, unindo espetáculo e música, com Madonna como uma entusiasmada mestre de cerimônias". Ao Allmusic, Heather Phares, registrou: "Ciao Italia: Live From Italy, de Madonna, é um registro de sua turnê mundial de 1988, que apresenta sucessos como 'Lucky Star', 'True Blue', 'La Isla Bonita', 'Like a Virgin' e 'Material Girl'. Com uma apresentação mais simples e menos coreografada em comparação com suas turnês posteriores, como a The Girlie Show, Ciao Italia ainda se destaca por seu próprio mérito e certamente agradará aos fãs nostálgicos de Madonna". Dennis Hunt, do Los Angeles Times, avaliou o registro de forma positiva, destacando-o como "um espetáculo vibrante em um estádio italiano com a Material Girl, que se firmou como uma artista de alto nível, apresentando confiança ao interpretar seus maiores sucessos. O material evidencia a grandiosidade de Madonna, ressaltando sua teatralidade, energia e ousadia".
Na publicação ao The Washington Post, Tom Shales registrou: "No ano anterior, um estádio de futebol em Turim tornou-se o cenário de um evento memorável quando Madonna, uma das mais audaciosas superestrelas da música, gravou seu espetáculo diante de um público de 75 mil espectadores. Com entusiasmo e descontração, a artista apresentou seus maiores sucessos, incluindo a melancólica e envolvente 'Live to Tell', em um sistema de som de alta amplitude. Durante a apresentação, Madonna incorporou elementos provocativos ao espetáculo, autointitulando-se rainha das pegadinhas e revelando, em um gesto teatral, a palavra 'Kiss' impressa em sua roupa íntima". Jim Farber, da Rolling Stone, destacou que Madonna brilha no formato de vídeo, transformando sua apresentação em uma experiência emocionalmente envolvente. Colin Jacobson, do DVD Movie Guide, avaliou o material de forma negativa, afirmando: "Um dos principais problemas de Ciao Italia é a montagem, que foi realizada de forma pouco cuidadosa. Não há clareza sobre se o material foi transmitido ao vivo como um especial de televisão ou se foi gravado e editado para exibições futuras. Independentemente disso, a produção parece ter sido feita de forma apressada, com filmagens e edições inconsistentes, resultando em uma falta de fluidez. Mesmo com esforços para capturar imagens adequadas durante a apresentação, a pós-produção não conseguiu refiná-las eficazmente".

## Alinhamento de faixas
| N.º            | Título                | Compositor(es)                            | Duração |  |
| 1.             | "Open Your Heart"     | Madonna Gardner Cole Peter Rafelson       | 5:04    |  |
| 2.             | "Lucky Star"          | Madonna                                   | 4:19    |  |
| 3.             | "True Blue"           | Madonna Steve Bray                        | 4:45    |  |
| 4.             | "Papa Don't Preach"   | Brian Elliot additional lyrics by Madonna | 6:08    |  |
| 5.             | "White Heat"          | Madonna Patrick Leonard                   | 7:12    |  |
| 6.             | "Causing a Commotion" | Madonna S. Bray                           | 4:45    |  |
| 7.             | "The Look of Love"    | Madonna P. Leonard                        | 5:02    |  |
| 8.             | "Dress You Up"        | Andrea LaRusso Peggy Stanziale            | 3:51    |  |
| 9.             | "Material Girl"       | Peter Brown Roberta Rans                  | 3:57    |  |
| 10.            | "Like a Virgin"       | Tom Kelly Billy Steinberg                 | 4:51    |  |
| 11.            | "Where's the Party"   | Madonna S. Bray P. Leonard                | 5:20    |  |
| 12.            | "Live to Tell"        | Madonna P. Leonard                        | 8:51    |  |
| 13.            | "Into the Groove"     | Madonna S. Bray                           | 6:11    |  |
| 14.            | "La Isla Bonita"      | Madonna P. Leonard Bruce Gaitsch          | 4:33    |  |
| 15.            | "Who's That Girl"     | Madonna P. Leonard                        | 4:02    |  |
| 16.            | "Holiday"             | Curtis Hudson Lisa Stevens                | 6:34    |  |
| Duração total: | Duração total:        | Duração total:                            | 75:42   |  |

Notas
- "White Heat" contém demonstrações do tema de abertura de Perry Mason.[14]
- "Like a Virgin" contém trechos de "I Can't Help Myself (Sugar Pie Honey Bunch)", de Four Tops.[14]

## Créditos
Lista-se abaixo os profissionais envolvidos na elaboração de Ciao Italia: Live from Italy, de acordo com o encarte do álbum:
| - Egbert van Hees – diretor - Riccardo Mario Corato – produtor - Madonna – vocalista, dançarina - Shabba Doo – coreógrafo, dançarino - Patrick Leonard – teclados - Jai Winding – teclados - Jonathan Moffett – bateria - David Williams – guitarra | - James Harrah – guitarra - Kerry Hatch – baixo - Luis Conte – percussão - Donna De Lory – vocalista de apoio - Niki Haris – vocalista de apoio - Debra Parsons – vocalista de apoio - Ángel Ferreira – dançarina - Chris Finch – dançarino |

## Desempenho comercial
Nos Estados Unidos, Ciao Italia: Live from Italy debutou em 4 de junho de 1988, na 17ª colocação da Top Music Videos, tabela musical compilada pela Billboard, e na semana seguinte atingiu a 8ª posição. O material subiu constantemente na tabela e, na edição de 20 de agosto, alcançou a terceira posição. Ciao Italia chegou ao topo do gráfico, permanecendo por oito semanas. Concluiu 1987 como o 27º videocassete mais adquirido do ano. A Recording Industry Association of America (RIAA) o qualificou com uma certificação de platina por comercializar 100 mil réplicas. Até 1992, o registro havia alcançado a marca de 35 mil cópias vendidas no formato Laserdisc em território estadunidense. Ciao Italia estreou e alcançou a terceira posição no gráfico RPM Video do Canadá em 9 de junho de 1990, mantendo-se por um total de oito semanas.
A audiência de Ciao Italia, quando foi transmitido como um especial pelo canal Rai 1, variou entre 30 e 35 milhões de espectadores, o que representava cerca de 61,83% da população italiana da época.

### Posições nas tabelas musicais
| Tabela musical (1987–2010)               | Melhor posição |
| ---------------------------------------- | -------------- |
| Canadá (RPM Video)                       | 3              |
| Dinamarca (Musik DVD Top 10)             | 6              |
| Espanha (Top 20 DVD Musical)             | 9              |
| Estados Unidos (Top Music Videos)        | 1              |
| Estados Unidos (Top Videocassette Sales) | 3              |
| Finlândia (Musiikki DVD)                 | 3              |
| Hungria (DVD Top 20)                     | 17             |
| México (El Siglo de Torreón)             | 6              |
| Portugal (Top 30 DVD)                    | 16             |
| Reino Unido (Music Video Chart)          | 28             |
| Reino Unido (Top 20 Music Videos)        | 2              |

| Tabela musical (1988)                     | Posição |
| ----------------------------------------- | ------- |
| Estados Unidos (Top Videocassette Sales)  | 27      |
| Reino Unido (Top 20 Music Videos)         | 7       |
| Tabela musical (1989)                     | Posição |
| Estados Unidos (Top Music Videocassettes) | 7       |

| Região                                         | Certificação | Vendas   |
| ---------------------------------------------- | ------------ | -------- |
| Estados Unidos (RIAA)                          | Platina      | 100 000^ |
| Japão Para Who's That Girl: Live In Japan      | —            | 400 000  |
| ^distribuições baseadas apenas na certificação |              |          |